# Gunnera berteroi
Gunnera berteroi är en gunneraväxtart som beskrevs av Rodolfo Amando Philippi. Gunnera berteroi ingår i släktet gunneror, och familjen gunneraväxter. Inga underarter finns listade.